# هنری پی. هاون
هنری پیتر هاون (به انگلیسی: Henry Peter Haun) سناتور سابق عضو حزب دموکرات ایالات متحده آمریکا بود. وی در سال ۱۸۵۹ تا ۱۸۶۰ میلادی سناتور ایالت کالیفرنیا در سنای ایالات متحده آمریکا بود.